# Saison 3 de Legacies
Chronologie
Saison 2 Saison 4
Cet article présente les épisodes de la troisième saison de la série télévisée américaine Legacies.

## Synopsis
« Les légendes existent. »
Hope Mikaelson a pris de grands risques en aidant le « Super Squad » à s'échapper d'une prophétie qui aurait pu mettre leur vie en péril. Mais lorsque la perte d'un être cher vient ébranler son monde, la jeune tribride est forcée de se battre contre le destin.

## Distribution

### Acteurs principaux
- Danielle Rose Russell (VF : Zina Khakhoulia) : Hope Mikaelson
- Matt Davis (VF : Alexis Victor) : Alaric Saltzman
- Kaylee Bryant (VF : Emmylou Homs) : Josette « Josie » Saltzman (15 épisodes)
- Quincy Fouse (VF : Maxime Baudouin) : Milton « M.G. » Greasley (15 épisodes)
- Jenny Boyd (VF : Anne-Charlotte Piau) : Elizabeth « Lizzie » Saltzman (14 épisodes)
- Ben Levin (VF : François Santucci) : Jedidah « Jed » Tien (14 épisodes)[2]
- Aria Shahghasemi (VF : Juan Llorca) : Landon Kirby (13 épisodes)
- Chris De'Sean Lee (VF : Diouc Koma) : Kaleb Hawkins (13 épisodes)
- Leo Howard (VF : Gauthier Battoue) : Ethan Machado (11 épisodes)[3]

### Acteurs récurrents
- Courtney Bandeko (VF : Kahina Tagherset) : Finch Tarrayo (10 épisodes)
- Omono Okojie (VF : Aurélie Konaté) : Cleo Sowande (9 épisodes)
- Elijah B. Moore (VF : Thierry d'Armor) : Wade Rivers (7 épisodes)
- Ben Geurens (VF : Loïc Houdré) : Le Nécromancien (6 épisodes)
- Olivia Liang (VF : Geneviève Doang) : Alyssa Chang (5 épisodes)
- Demetrius Bridges (VF : Jean-Michel Vaubien) : Dorian Williams (5 épisodes)
- Nick Fink (VF : Anatole de Bodinat) : Ryan Clarke (5 épisodes)
- Bianca Kajlich (VF : Laurence Dourlens) : Shérif « Mac » Machado (3 épisodes)

### Invités
- Charles Jazz Terrier (VF : Alexandre Gillet) : Chad (épisode 1)
- Reznor Malalik Allen (VF : Maël Lefebvre) : Pedro (épisode 1)
- Sophina Brown : Lucia (épisode 2)
- Jason Turner : Walt (épisode 2)
- Babak Tafti (VF : Serge Faliu) : Le Sphinx (épisodes 2 et 4)
- Nate Mooney : Pinky (épisode 5)
- Alec Tincher : Günter (épisode 6)
- Olivia Rodriguez : Gaby (épisode 6)
- Tanya Christiansen : Vera Lilien (épisode 7)
- Sope Aluko : Ayomi Sowande, la grand-mère de Cléo  (épisode 13)

### Invités spéciaux
- Peyton Alex Smith (VF : Jean-Baptiste Anoumon) : Rafael Waithe (épisodes 1 et 2)[note 2]
- Candice Accola (VF : Fily Keita) : Caroline Forbes (épisode 3 ; voix seulement)
- Giorgia Whigham (VF : Marie-Eugénie Maréchal) : Jade (épisode 3)
- T.J. Ramini : Robin Goodfellow (épisode 3)
- Summer Fontana (VF : Zina Khakhoulia) : Hope Mikaelson(épisode 15)
- Karen David (VF : Ariane Aggiage) : Emma Tig (épisode 15)

## Liste des épisodes

### Épisode 1:Nous ne valons rien
- États-Unis : 21 janvier 2021 sur The CW
- France : 7 septembre 2021 sur Syfy (France) (en VF)

- États-Unis : 686 000 téléspectateurs[4]

- Cet épisode aurait dû être l'épisode 17 de la deuxième saison de Legacies. En raison de la pandémie de Covid-19, il est finalement le premier épisode de la troisième saison de la série.
- Ethan (Leo Howard) n'est pas présent dans cet épisode.

### Épisode 2:Les Adieux ça craint
- États-Unis : 28 janvier 2021 sur The CW
- France : 7 septembre 2021 sur Syfy (France) (en VF)

- États-Unis : 713 000 téléspectateurs[5]

- Cet épisode aurait dû être l'épisode 18 de la deuxième saison de Legacies.
- Josie Saltzman (Kaylee Bryant) et Ethan (Leo Howard) ne sont pas présents dans cet épisode[6].

### Épisode 3:Salvatore: Le musical!
- États-Unis : 4 février 2021 sur The CW
- France : 14 septembre 2021 sur Syfy (France) (en VF)

- États-Unis : 635 000 téléspectateurs[7]

- Cet épisode aurait dû être l'épisode 19 de la deuxième saison de Legacies.
- Caroline Forbes (Candice King) fait entendre sa voix dans cet épisode.
- Ethan (Leo Howard) et Rafael Waithe (Peyton Alex Smith) ne sont pas présents dans cet épisode.

### Épisode 4:Tiens-moi bien!
- États-Unis : 11 février 2021 sur The CW
- France : 14 septembre 2021 sur Syfy (France) (en VF)

- États-Unis : 630 000 téléspectateurs[8]

Cet épisode aurait dû être l'épisode final de la deuxième saison de Legacies.
- Rafael Waithe (Peyton Alex Smith) n’est pas présent dans cet épisode.

### Épisode 5:La Vérité du subconscient
- États-Unis : 18 février 2021 sur The CW
- France : 21 septembre 2021 sur Syfy (France) (en VF)

- États-Unis : 516 000 téléspectateurs[9]

- Cet épisode aurait dû être le lancement de la troisième saison de Legacies.
- Rafael Waithe (Peyton Alex Smith) n'est plus crédité comme personnage principal à compter de cet épisode.

### Épisode 6:La Journée portes ouvertes
- États-Unis : 11 mars 2021 sur The CW
- France : 21 septembre 2021 sur Syfy (France) (en VF)

- États-Unis : 485 000 téléspectateurs[10]

### Épisode 7:Oui, c’est un bien un Leprechaun
- États-Unis : 18 mars 2021 sur The CW
- France : 28 septembre 2021 sur Syfy (France) (en VF)

- États-Unis : 569 000 téléspectateurs[11]

### Épisode 8:Ça faisait si longtemps
- États-Unis : 25 mars 2021 sur The CW
- France : 28 septembre 2021 sur Syfy (France) (en VF)

- États-Unis : 470 000 téléspectateurs[12]

### Épisode 9:Petit mais féroce!
- États-Unis : 8 avril 2021 sur The CW
- France : 5 octobre 2021 sur Syfy (France) (en VF)

- États-Unis : 510 000 téléspectateurs[13]

### Épisode 10:Tout est bien qui finit bien
- États-Unis : 15 avril 2021 sur The CW
- France : 5 octobre 2021 sur Syfy (France) (en VF)

- États-Unis : 505 000 téléspectateurs[14]

### Épisode 11:On n'échappe pas à son destin
- États-Unis : 6 mai 2021 sur The CW
- France : 12 octobre 2021 sur Syfy (France) (en VF)

- États-Unis : 500 000 téléspectateurs[15]

### Épisode 12:Programmé pour t’aimer
- États-Unis : 13 mai 2021 sur The CW
- France : 12 octobre 2021 sur Syfy (France) (en VF)

- États-Unis : 523 000 téléspectateurs[16]

### Épisode 13:Un jour, tu le comprendras
- États-Unis : 20 mai 2021 sur The CW
- France : 19 octobre 2021 sur Syfy (France) (en VF)

- États-Unis : 529 000 téléspectateurs[17]

### Épisode 14:Ça me paraît bien sectaire ton truc
- États-Unis : 10 juin 2021 sur The CW
- France : 19 octobre 2021 sur Syfy (France) (en VF)

- États-Unis : 441 000 téléspectateurs[18]

### Épisode 15:Une nouvelle Hope
- États-Unis : 17 juin 2021 sur The CW
- France : 26 octobre 2021 sur Syfy (France) (en VF)

- Summer Fontana : Hope Mikaelson (enfant)

### Épisode 16:Un sacré pervers, ce destin!
- États-Unis : 24 juin 2021 sur The CW
- France : 26 octobre 2021 sur Syfy (France) (en VF)